# Blake Michael
Blake Michael é um ator, cantor, diretor, apresentador e modelo americano. Ele é mais conhecido por interpretar Charlie Delgado no filme Lemonade Mouth e Tyler James na série Stan, o Cão Blogueiro.

## Carreira
Blake começou sua carreira aos 3 anos. Aos 5 anos, sua mãe o matriculou em aulas de teatro. Quando Blake tinha 6 anos, sua mãe decidiu procurar um agente para sua carreira de ator. O primeiro personagem de Blake foi em um comercial para Bojangles. Aos 10 anos, foi escolhido como anfitrião de quatro comerciais de brinquedos para a Hasbro e Cartoon Network. Em 2007 foi contratado para apresentar seu próprio programa na Cartoon Network. Em 2010, apareceu no álbum This Is Where I Wanna Be da cantora  Celeste Kellogg, cantando a música "Looking in Your Eyes". No mesmo ano a Disney encontrou Blake em um casting aberto. Ele mandou uma fita feita por ele com a ajuda de sua mãe para a Disney. Em junho de 2010 Blake ganhou o papel de Chalie Delgado, o baterista da banda Lemonade Mouth do filme Lemonade Mouth.

## Filmografia

### Como ator
Televisão
| Ano       | Título                | Personagem                    | Notas                    |
| --------- | --------------------- | ----------------------------- | ------------------------ |
| 2007      | October Road          | Ronny (jovem)                 | Temporada 1, Episodio 1  |
| 2008      | Out of Jimmy's Head   | Stop Light Kid                | Temporada 1, Episodio 18 |
| 2012      | True Blood            | Alcide Herveaux (adolescente) | Temporada 5, Episodio 9  |
| 2012-2015 | Stan, o Cão Blogueiro | Tyler James                   | Protagonista             |
| 2013      | Melissa & Joey        | Archer Adams                  | Temporada 3, Episodio 3  |

Filmes
| Ano  | Título                                      | Personagem        | Notas           |
| ---- | ------------------------------------------- | ----------------- | --------------- |
| 2004 | Chosen                                      | Restaurant Patron | Elenco de apoio |
| 2008 | Elephant Juice                              | Jim               | Curta-metragem  |
| 2009 | No Limit Kids: Much Ado About Middle School | Zach              |                 |
| 2009 | Magellan                                    | Austin Brewer     | Curta-metragem  |
| 2011 | The Mortician                               | Street Kid        | Elenco de apoio |
| 2011 | Lemonade Mouth                              | Charlie Delgado   | Protagonista    |
| 2011 | Living with N.A.D.S.: The Jimmy Epson Story | Jimmy Epson       | Curta-metragem  |
| 2016 | Mostly Ghostly: One Night in Doom House     | Nicky             |                 |
| 2017 | The Student                                 | Vance Van Sickle  |                 |
| 2019 | Princess of the Row                         | Pete              |                 |

### Como diretor
Filmes
| Ano  | Título        | Notas          |
| ---- | ------------- | -------------- |
| 2011 | Anonymous     | Curta-metragem |
| 2013 | Notes of Hers | Curta-metragem |

## Discografia

### Trilha sonora e performances solo
| Ano  | Canção               | Álbum                    | Duração | Artista             |
| ---- | -------------------- | ------------------------ | ------- | ------------------- |
| 2010 | Looking in Your Eyes | This Is Where I Wanna Be |         | Com Celeste Kellogg |
| 2011 | More Than a Band     | Lemonade Mouth           | 2:40    | Com Lemonade Mouth  |